# BMW F 650
Die BMW F 650 ist ein geländegängiges Motorrad von BMW. Die Straßenenduro wurde wegen der gesteigerten Nachfrage nach einem kleineren Einsteiger-Motorrad zusammen mit dem österreichischen Motorenhersteller Rotax und dem italienischen Motorradhersteller Aprilia entwickelt und produziert. Die Aprilia Pegaso ist die Aprilia-Version dieser gemeinsamen Entwicklungslinie.

## Die Modelle

### F 650
Im Jahr 1993 wurde die BMW F 650 erstmals vorgestellt. Mit ihren Speichenrädern und der erhöhten Sitzposition ist sie als Allroundmodell konzipiert. Dadurch eignet sie sich sowohl für die Straße als auch für leichtes Gelände. Der Buchstabe F in der Verkaufsbezeichnung steht für Funduro, ein Kofferwort aus Fun und Enduro. Von der F 650 wurden insgesamt 50.990 Einheiten hergestellt.
- Baujahr 1993: Vorstellung BMW F 650, Rotax-Einzylindermotor, Vergaser, Kettenantrieb, ein ungeregelter Katalysator kann als Sonderzubehör mitgeliefert werden.
- Baujahr 1995: Abdeckung des Lenkkopflagers gegen Spritzwasser, ungeregelter Katalysator serienmäßig
- Baujahr 1996: Hauptständer serienmäßig, größere Farbauswahl mit neuen Farben
- Baujahr 1997: Die neue straßenorientierte Modellreihe BMW F 650 ST (ST = Strada) wird vorgestellt.

### F 650 ST
Die mehr straßenorientierte Modellreihe BMW F 650 ST kam 1996 hinzu. Das Suffix ST steht für italienisch strada (deutsch Straße). Bei gleichbleibendem Motor und Antrieb bestanden Unterschiede zur geländetauglichen BMW F 650 in folgenden Punkten:
- Vorderrad 18 statt 19 Zoll
- Straßen- anstatt geländetauglicher Bereifung
- Radstand von 1480 auf 1465 mm verkürzt
- Kürzerer hinterer Federweg 120 statt 165 mm
- Sitzhöhe 78,5 cm statt 82 cm
- Schmalerer, stärker gekröpfter Lenker
- Cockpit mit integrierter Uhr anstelle der Temperaturanzeige
- Niedrigerer Windschild
- Design von Frontscheibe, Cockpit und Aufklebern geändert

Von der F 650 ST wurden 13.349 Einheiten produziert.
Im Jahr 2000 erschien das Nachfolgemodell BMW F 650 GS.

## Kritik
Die BMW-F-Serie ist unter BMW-Motorradfahrern nicht unumstritten, da den F-Maschinen typische BMW-Eigenschaften wie Kardanantrieb fehlen. Zudem hatten die Motorräder der bisherigen R- und K-Serien von BMW selbst entwickelte Motoren. In der F 650 kamen stattdessen Antriebe von Rotax zum Einsatz, ohne die bisherigen BMW-typischen Merkmale. Vor allem im Vergleich mit der fast baugleichen Aprilia Pegaso war ein Bruch mit den früheren eigenständigen BMW-Entwicklungen zu sehen.
Einzylinder-Motorräder wurden zwar auch vorher von BMW gebaut; allerdings mit längs liegender Kurbelwelle, baugleich mit den liegenden Zylindern der R-Boxermotoren. Bei der F-Serie dagegen handelt es sich um konventionelle Bauformen ohne BMW-Charakteristik.

„Obwohl die F 650 keine ‚echte BMW‘ ist, sondern bei Aprilia in Italien gefertigt und mit Rotax-Motoren komplettiert wird, sind Verarbeitung und Qualität hervorragend. Fahrwerk und Bremsen sind den 50 PS des ungedrosselten Motors jederzeit gewachsen, und die Handlichkeit lässt keine Wünsche offen. Die Bodenfreiheit ist ausreichend groß um die Straße auch mal zu verlassen.“

## Fotos BMW F 650 (Baujahr 1997)

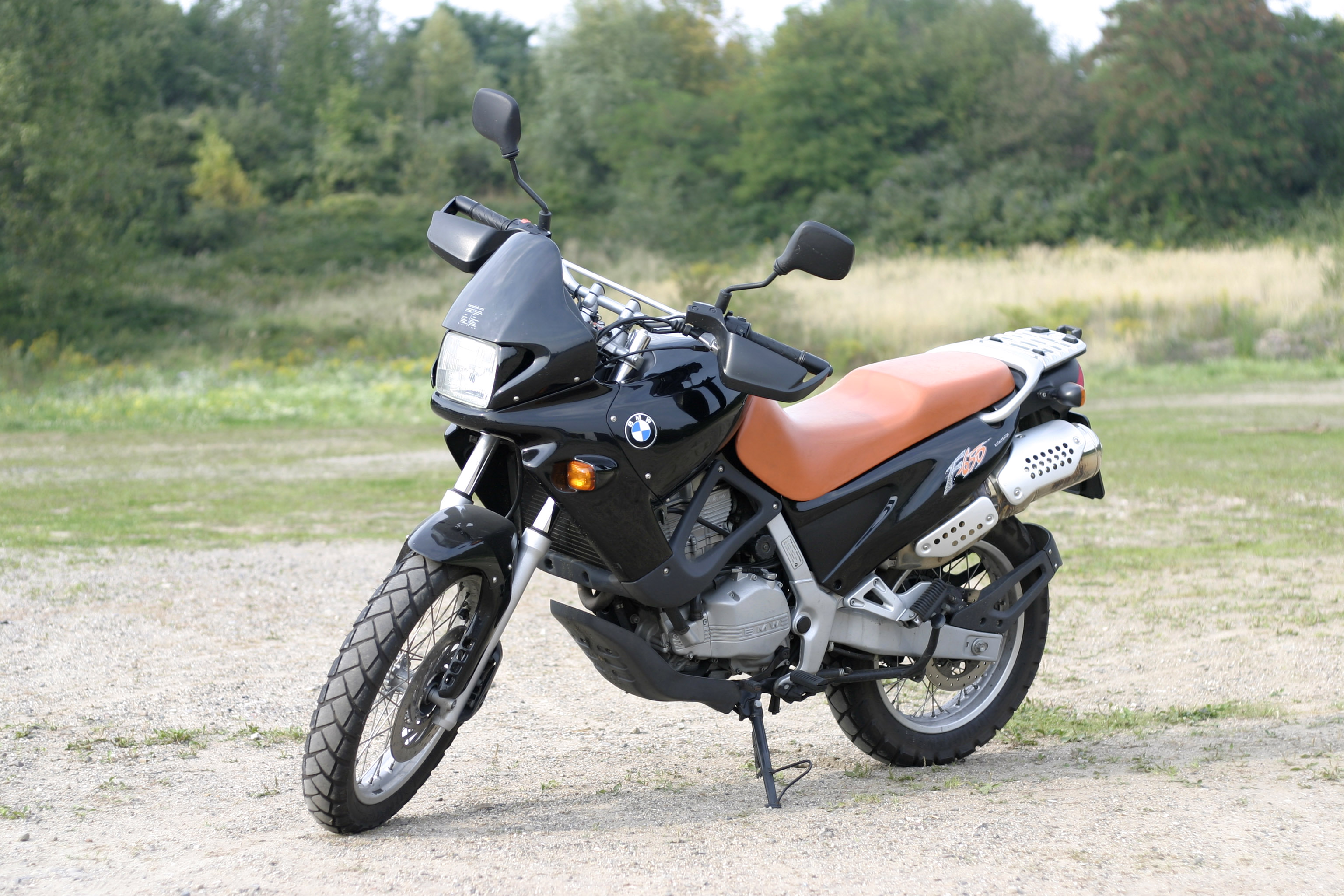
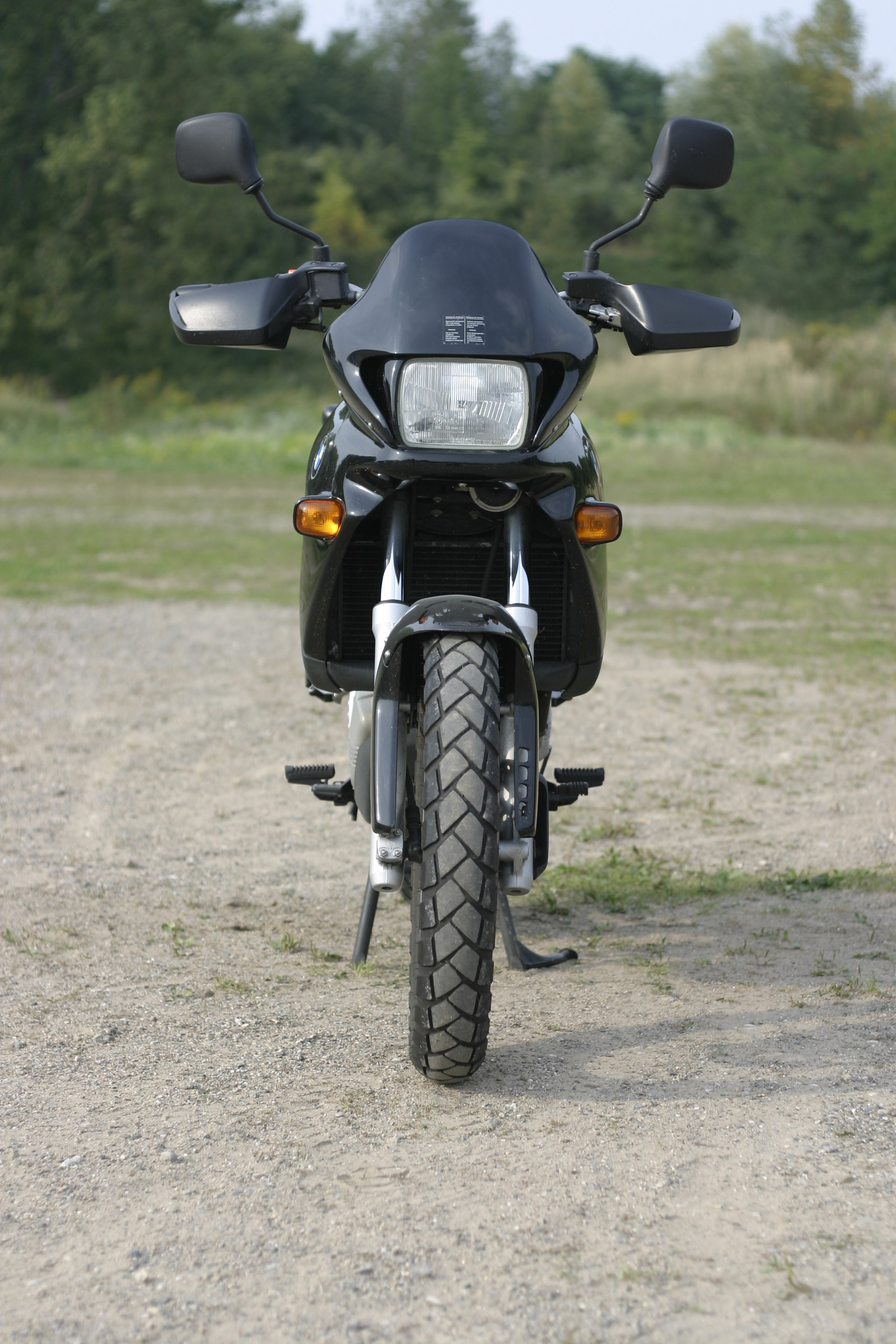
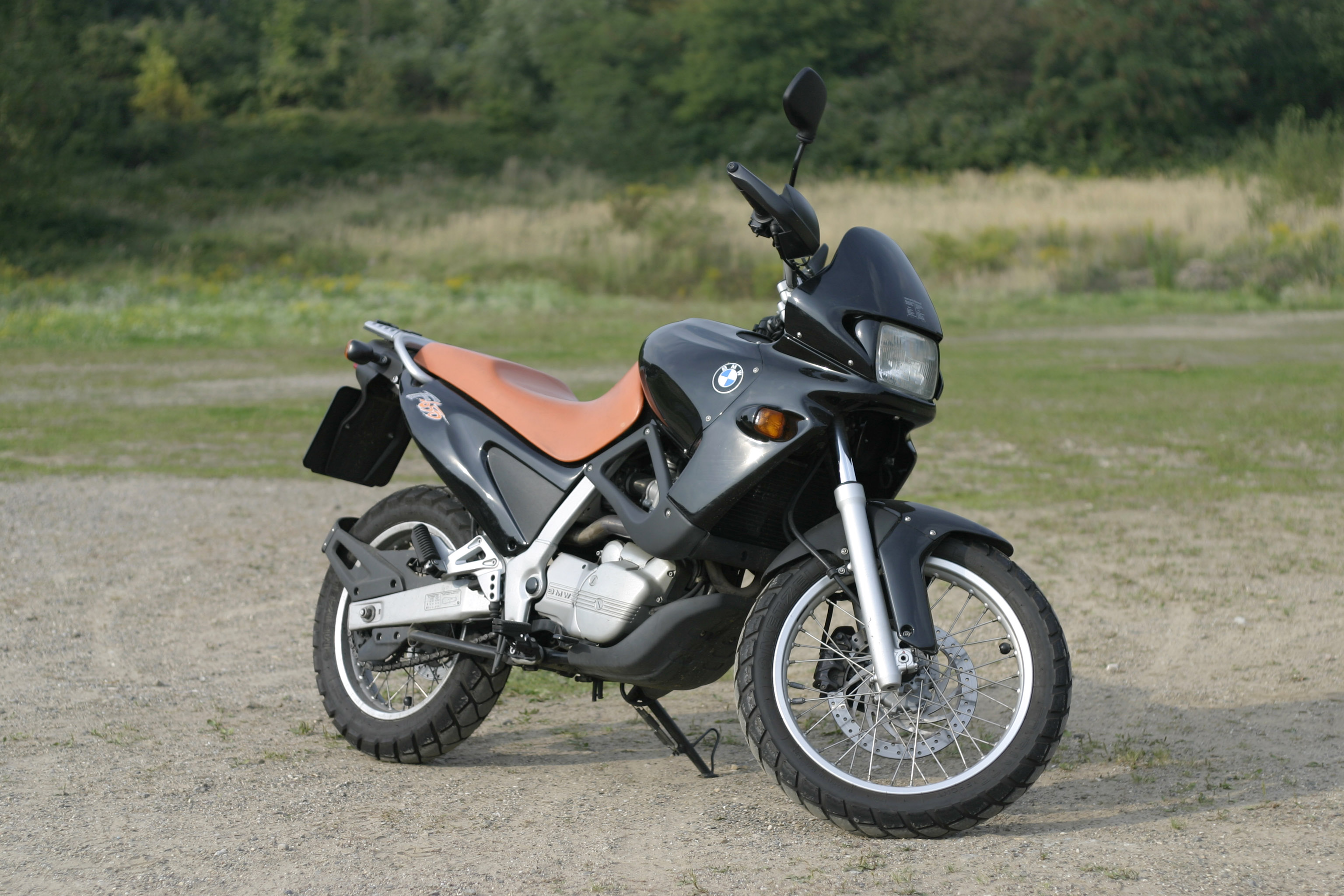
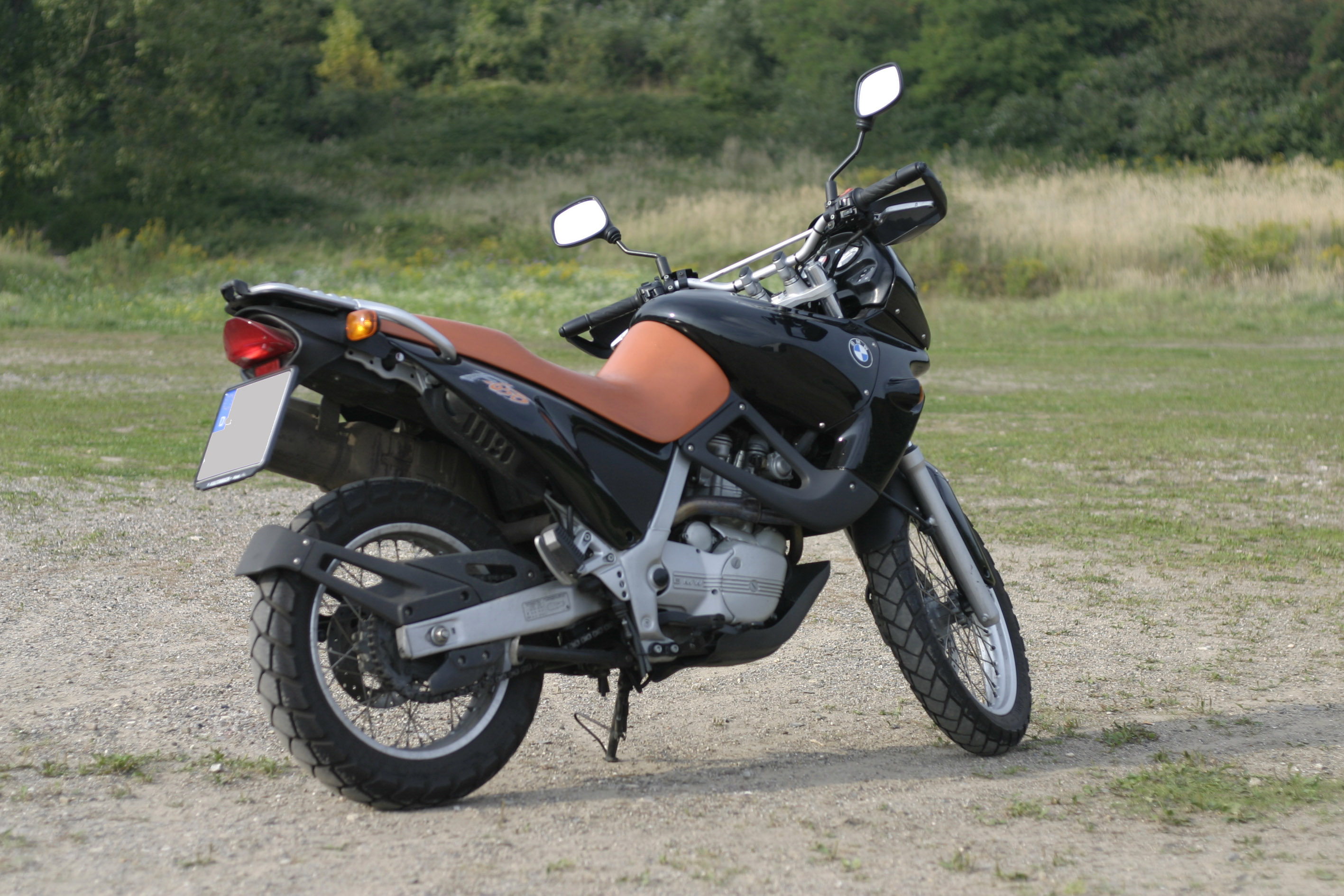
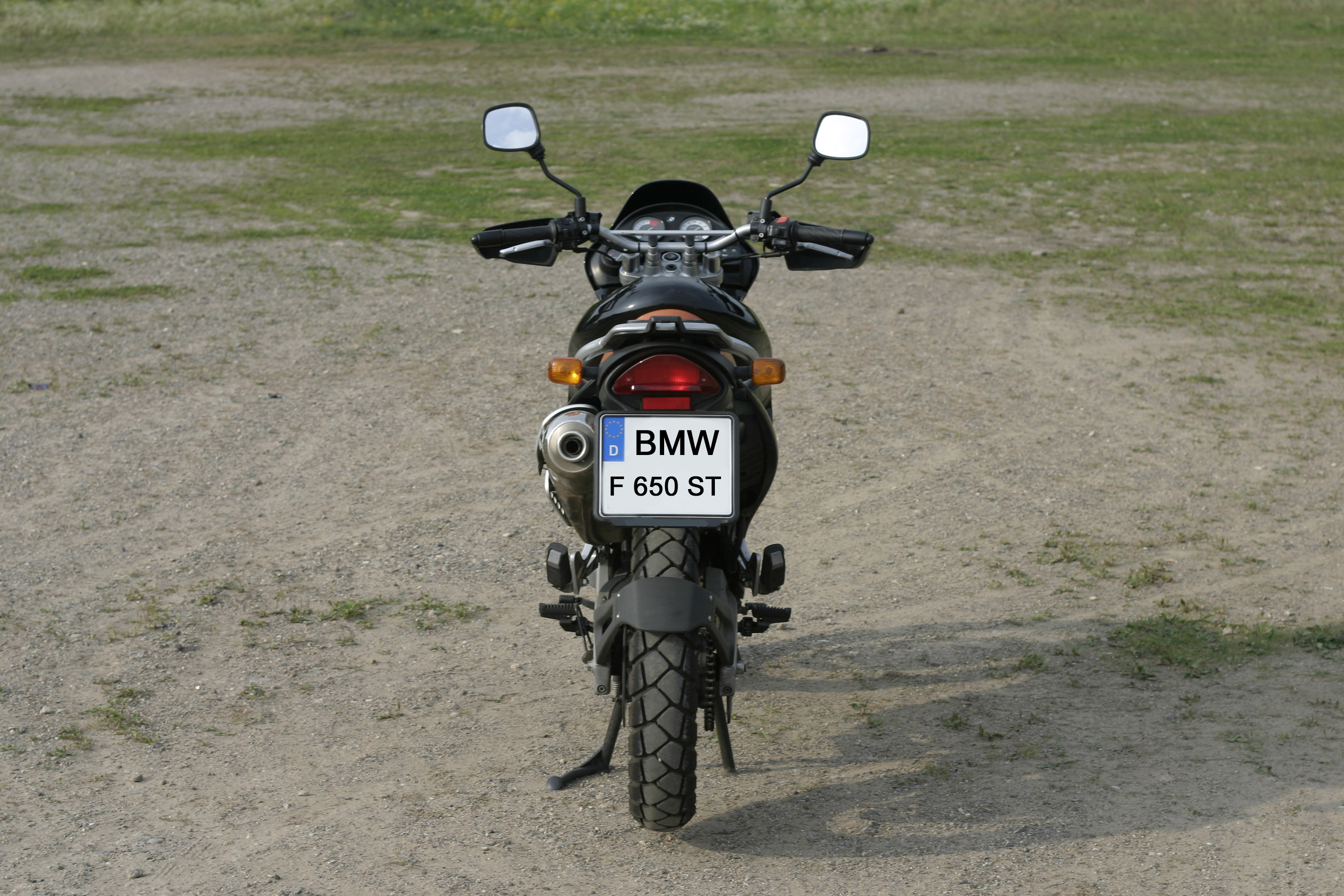
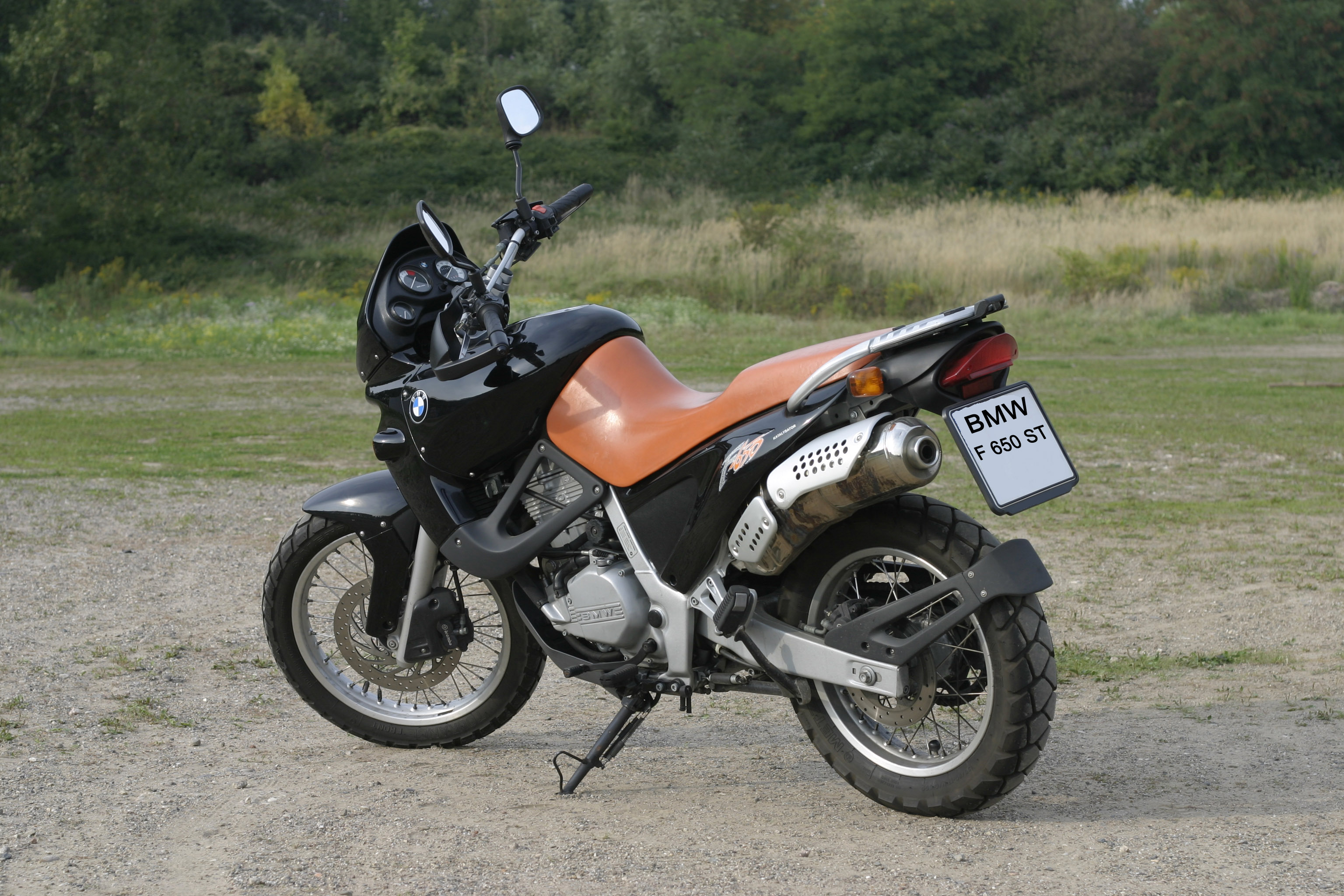
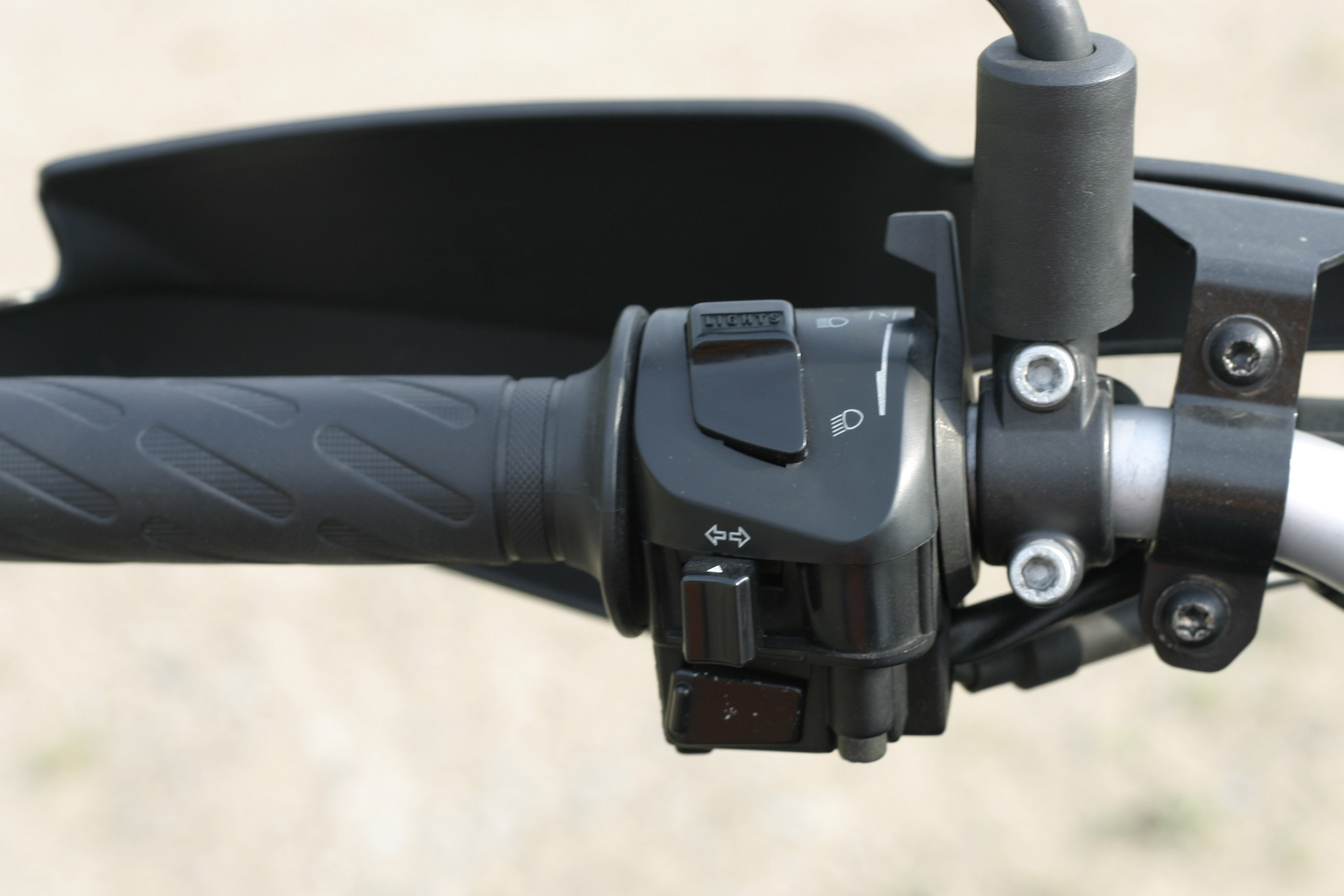
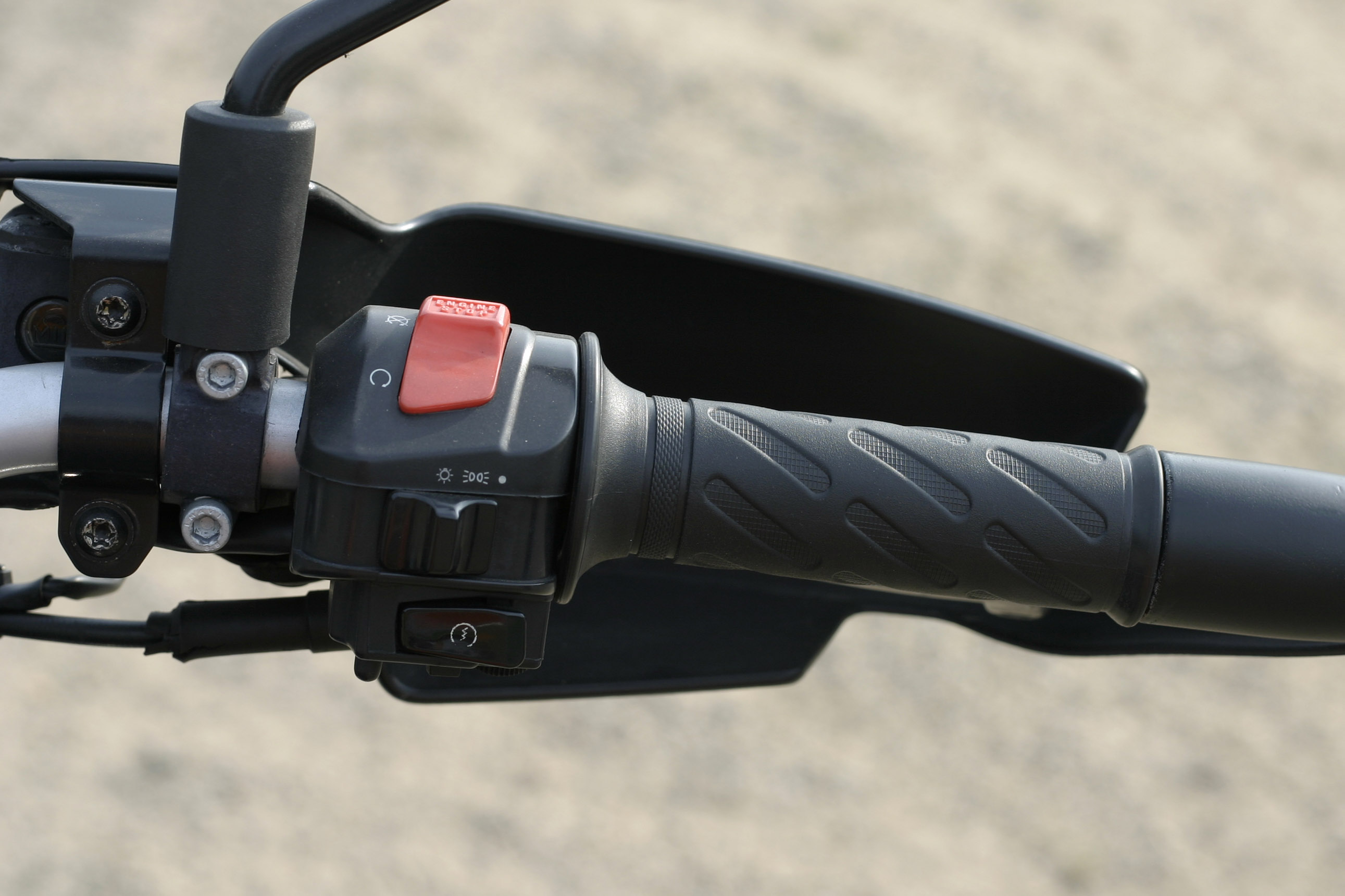
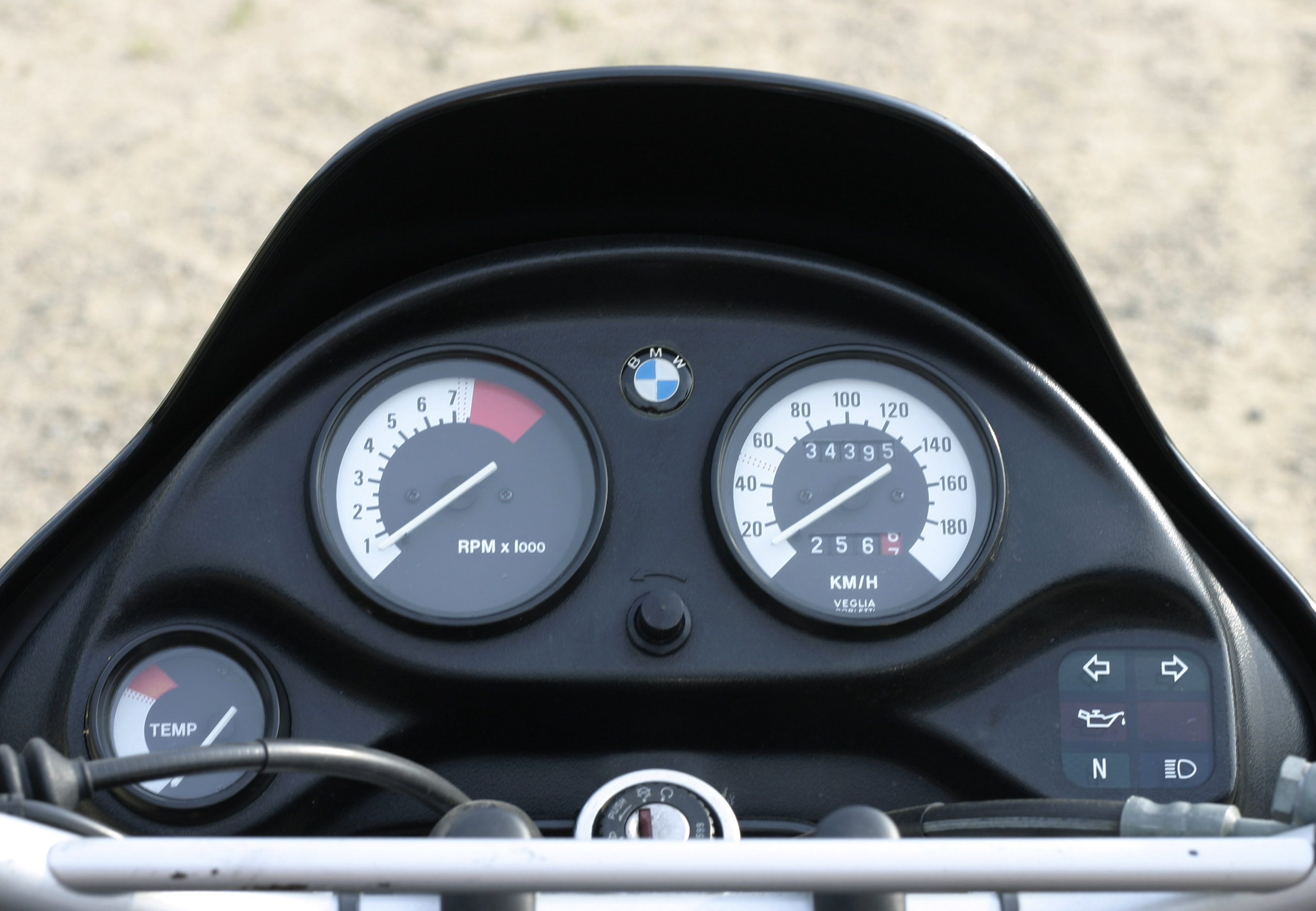